# Huanaca
Huanaca là chi thực vật có hoa trong họ Apiaceae.